# Искусственная дрожжевая хромосома
Искусственные дрожжевые хромосомы (англ. Yeast artificial chromosome YAC) — искусственные хромосомы, созданные на основе ДНК дрожжей Saccharomyces cerevisiae.
Дрожжевые векторы, такие как YAC, YIps (англ. yeast integrating plasmids) и YEps (англ. yeast episomal plasmids), имеют преимущество перед бактериальными векторами (BAC) так как их можно использовать для экспрессии белков эукариотов, которые требуют посттрансляционной модификации.